# Affollé
Affollé – wyżyna w południowo-zachodniej części Mauretanii. Na wyżynie występują liczne wzniesienia o płaskich wierzchołkach oraz stromych zboczach.
Naturalną formacją roślinną jest sawanna. Na wyżynie hoduje się zebu oraz uprawia się proso i sorgo.